# Fondation de Milan
Selon une tradition légendaire rapportée par Caton l'Ancien, la fondation de la ville de Milan serait attribuée, à Medo et Olano, deux commandants étrusques lors de l’extension de cette civilisation dans la vallée du Pô, pour fonder l'« Etruria padana ». D'autres sources attribuent cette fondation au peuple celte des Insubres, aux environs du VIe siècle av. J.-C.,
Le nom Milan est issu de Mediolanum. Les linguistes font remonter ce nom au gaulois mediolanon, composé signifiant « au milieu de la plaine » où (« plaine du milieu »), « medio-lanum » (à rapprocher de « planum » : dans les langues celtiques le « p- » initial a chuté au début du mot). On compte environ soixante toponymes avec ou se rapportant à ce nom. On retrouve la majeure partie de ceux-ci dans les territoires de la région européenne appelée jadis Gaule.
Selon le linguiste et philologue Christian-J. Guyonvarc'h, malgré l'absence de preuves archéologiques, la signification réelle du terme Mediolanum est  « sanctuaire central ». La traduction « plaine du centre » serait erronée parce que certains toponymes semblables concernent des localités situées sur des aspérités topographiques, ce qui n'est effectivement pas particulièrement le cas de la zone où se développe la ville, bien que de petits reliefs existaient là où les premiers éléments archéologiques sont retrouvés.

## Les sources anciennes
Selon la tradition rapportée par Tite Live (59 av. J.-C. - 17 apr. J.-C.), Milan fut créé par des populations celtes transalpines, guidées par le célèbre Bellovesos, entre la fin du VIIe siècle av. J.-C. et le début du VIe siècle av. J.-C. Ces celtes battirent les Étrusques sur le Tessin et s'installèrent sur un territoire identifié ultérieurement comme celui des Insubres.
« Le sort assigna à Segovèse les forêts Hercyniennes ; à Bellovesos, les dieux montrèrent un plus beau chemin, celui de l'Italie. Il appela à lui, du milieu de ses surabondantes populations, des Bituriges, des Arvernes, des Éduens, des Ambarres, des Carnutes, des Aulerques; et, partant avec de nombreuses troupes de gens à pied et à cheval, il arriva chez les Tricastins. Là, devant lui, s'élevaient les Alpes ; et, ce dont je ne suis pas surpris, il les regardait sans doute comme des barrières insurmontables; car, de mémoire d'homme, à moins qu'on ne veuille ajouter foi aux exploits fabuleux d'Hercule, nul pied humain ne les avait franchies. 

Arrêtés, et pour ainsi dire enfermés au milieu de ces hautes montagnes, les Gaulois cherchaient de tous côtés, à travers ces roches perdues dans les cieux, un passage par où s'élancer vers un autre univers, quand un scrupule religieux vint encore les arrêter; ils apprirent que des étrangers, qui cherchaient comme eux une patrie, avaient été attaqués par les Salyens. Ceux-là étaient les Massiliens qui étaient venus par mer de Phocée. Les Gaulois virent là un présage de leur destinée : ils aidèrent ces étrangers à s'établir sur le rivage où ils avaient abordé et qui était couvert de vastes forêts. Pour eux, ils franchirent les Alpes par des gorges inaccessibles, traversèrent le pays des Taurins, et, après avoir vaincu les Étrusques, près du Tessin, ils se fixèrent dans un canton qu'on nommait la terre des Insubres. Ce nom, qui rappelait aux Éduens les Insubres de leur pays, leur parut d'un heureux augure, et ils fondèrent là une ville qu'ils appelèrent Médiolanum. »
— Tite Live, Historiae, 5, 34.

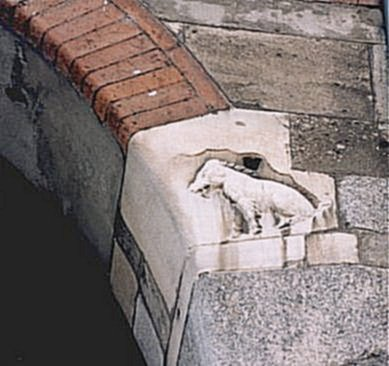
Laie semi-poilue

Une légende parle d'une laie semi-poilue (medio-lanum) vue sous un aubépine, qui aurait indiqué à Bellovesos l'endroit où il devait s'arrêter et y fonder un sanctuaire. L'aubépine était sacré pour la déesse Belisama.
Pline l'Ancien (23-79) dans sa Naturalis Historia attribue directement aux Insubres la fondation de Milan et Strabon (63 av. J.-C.-19 apr. J.-C..) confirme que le lien de la ville, (un temps seulement village), avec les Insubres perdure encore à son époque. Même Polybe (202 à 118 av. .J.-C.) témoigne de la présence des Insubres dans la région et de leur importance.
« Les Insubres, par contre, y sont encore aujourd'hui. Ils avaient comme métropole Mediolanum, qui par le passé était un village (tous en effet habitaient parsemés dans des villages) ; Maintenant, par contre, c'est une ville importante, située de l'autre côté du Pô, presque au pied des Alpes. »
— Strabon, Geographie, 5-6.
« (les terres) qui sont situées aux alentours des sources du Pô, furent habitées par les Laevi et les Lebici et après eux par les Insubres, le plus important de ces peuples. Dans la vallée, le long du fleuve, vivaient les Cénomans. »
— Polybe, histoires, 2,17.

## Données archéologiques
Au IIe millénaire av. J.-C., pendant l'âge du bronze les premiers villages stables étaient édifiés sur le territoire entre le Tessin et l'Adda. Au Ier millénaire av. J.-C., dans le cadre de la culture de Golasecca, du premier âge du fer, on y trouve trois centres principaux, les sites correspondant à Bellinzone, à Sesto Calende, Golasecca, Castelletto sopra Ticino et à Côme : les deux derniers, en particulier, se situent le long d'importantes voies commerciales, facilitées par la proximité de cours d'eau, qui relient le Bassin Méditerranéen aux territoires transalpins : En remontant le Tessin, on arrive au lac Majeur et au col du Saint-Gothard, duquel on a accès à la vallée de la Reuss affluent du Rhin par l'Aar, tandis qu'en passant par le col du Simplon on a accès à la vallée du Rhône.
À cette migration, se succédèrent d'autres vagues migratoires, même celtes, appartenant à la culture de La Tène, qui aux alentours du IVe siècle av. J.-C. avancèrent vers le sud, jusqu'à Rome (avec le célèbre épisode de Brennos (-390)). Ces superpositions de peuplades, probablement pacifiques, ne semblent pas avoir perturbé la continuité des installations de la région. Cet état de fait est confirmé par Tite-Live.
Les données archéologiques, bien que rares et fragmentaires, semblent indiquer la présence d'une importante occupation pré-urbaine de la culture dite de Golasecca (phase IIIA), Ve siècle av. J.-C. Ce premier centre habité serait situé sur un léger relief de plaine, dans une zone riche en eau et partiellement marécageuse, près des cours des fleuves Seveso, (issu de la zone de Côme), de l'Olona, du Lac Majeur, du Lambro, de la zone des lacs située entre Côme et Lecco, ainsi que d'autres nombreux cours d'eau. Le léger vallonnement suit une tendance depuis le nord-ouest vers le sud-est, dans la voie naturelle entre le col du Simplon et la mer Adriatique. Le lieu était situé près des sources.
Au IVe siècle av. J.-C. le centre habité ancien, dut se développer comme un vrai noyau urbain. Au Ve siècle av. J.-C. - IVe siècle av. J.-C., les noyaux habités de Sesto Calende d'abord et ensuite de Côme entrèrent en crise et furent abandonnés tandis que la population semblait s'être déplacée vers la plaine. Les fouilles archéologiques entreprises à l'actuelle  Bibliothèque Ambrosienne, place Saint Sepulcre, ont révélé la présence du forum d'époque romaine, dallé de pierre du Ier siècle, lui-même précédé par un quartier d'habitations en bois (remontant à l'époque de Golasecca) du Ve siècle av. J.-C.

## L'hypothèse du sanctuaire celtique
À partir de l'actuel tracé urbain, on peut encore repérer des zones de forme elliptique, qui par le passé devaient être définies par des fossés. Ces fossés avaient pour but de définir l'espace urbain, de façon sacrée, faisant la distinction entre « dedans » et « dehors ».
Ces fossés devaient aussi protéger le centre urbain des eaux qui ruisselaient sur le territoire. Une ellipse correspondrait au centre habité de la Bibliothèque Ambrosienne (Place Saint Sépulcre).
On peut identifier une seconde ellipse, correspondant à l'emplacement actuel de la Scala de Milan, qui selon des recherches archéo-astronomiques, serait alignée selon des points astronomiques précis et de ce fait pourrait avoir été un ancien sanctuaire celte.
À partir de cette hypothèse, le récit de Tite-Live pourrait faire référence à la fondation rituelle d'un lieu sacré (midlann), (« entre les terres ») à l'endroit précisé par la Laie semi-poilue (medio-lanum) blanche et de l'aubépine sacré de la déesse Belisama. Ceci concorde bien avec l'image mystique de Bellovesos. Autour de ce sanctuaire primitif se serait donc érigé le « village » dont parle Strabon.

## Entre Insubres et Romains
L'oppidum celte connaît un fort développement après l'alliance des Insubres et des Romains (IIe au Ier), jusqu'à la limite définie par l'enceinte murale d'époque césarienne. Le plan urbanistique de la ville romaine semble avoir respecté en grande partie l'organisation spatiale de l'oppidum celte défini par les voies de communication protohistoriques.
Selon les défenseurs de la théorie qui allouent l'origine de Milan à un lieu sacré, celui-ci aurait eu la forme d'une ellipse et aurait occupé la partie nord-orientale de la ville.
La ville même, par contre aurait eu la forme d'un cercle, délimité par les actuelles rues Lauro, San Giovanni sul Muro, Brisa, Morigi, et Bagnera. Sur ce lieu circulaire, par la suite on aurait bâti les églises Saint-Georges au Palais, Saint-Alexandre, Saint-Jean en Conca, Saint-Jean de Latran et Sainte-Marie-Majeure (qui fut démolie afin de construire le Dôme). En dehors de cette circonférence, il n'existe aucune église ancienne. Cela indiquerait que les sanctuaires païens, qui avec le temps auraient été remplacés par des églises chrétiennes, se seraient trouvés à l'intérieur de la circonférence de la ville et non dans l'ellipse dans laquelle aurait été identifié le lieu sacré. Les Romains remplacèrent Belisama par Minerve. Le temple Romain dédié à Minerve, dont les restes ont été mis au jour sous l'actuel Dôme, pourrait être bâti sur un sanctuaire dédié à la Celte Belisama.

## Source
- (it) Cet article est partiellement ou en totalité issu de l’article de Wikipédia en italien intitulé « Fondazione di Milano » (voir la liste des auteurs).